# Adinandra tomentosa
Adinandra tomentosa là một loài thực vật có hoa trong họ Pentaphylacaceae. Loài này được Sugau mô tả khoa học đầu tiên năm 2005.